# Elecciones estatales de Baviera de 1954
Las Elecciones estatales de Baviera de 1954 se llevaron a cabo el 28 de noviembre de ese año.
La CSU ganó 10,6 puntos y 19 escaños: la mayor subida de la historia de la CSU pero no le valió para recuperar la mayoría absoluta.
Los socialdemócratas subieron 1 décima, pero curiosamente perdieron 2 escaños.
Los liberales ganaron 1 décima y 1 escaño.
El Partido de Baviera perdió 4,7 puntos y 11 escaños.
El Bloque de los Expulsados perdió 2,1 puntos y 7 escaños.
Los comunistas ganaron dos décimas, pero continuaron con 0 escaños.
Para estas elecciones continuó en vigor una ley electoral distinta a la cláusula del cinco por ciento, en donde un partido debía obtener el 10% de los votos en al menos un distrito electoral para obtener representación parlamentaria.
Los resultados fueron:
| Partido Político | Partido Político                    | Porcentaje | Escaños |
| ---------------- | ----------------------------------- | ---------- | ------- |
|                  | Unión Social Cristiana de Baviera   | 38,0       | 83      |
|                  | Partido Socialdemócrata de Alemania | 28,1       | 61      |
|                  | Partido de Baviera                  | 13,2       | 28      |
|                  | Bloque de los Expulsados            | 10,2       | 19      |
|                  | Partido Liberal de Alemania         | 7,2        | 13      |
|                  | Partido Comunista de Alemania       | 2,1        | 0       |